# JH
JH is een historisch Brits motorfietsmerk.
De bedrijfsnaam was: James Howarth Motor Engineering Works, Castle Mill Street, Mumps, Oldham.
James Howarth werkte eerst bij Bradbury in Oldham, maar begon in 1913 zelf motorfietsen te bouwen. In oktober 1914 kwamen er al nieuwe modellen op de markt. Hij gebruikte de populaire 269cc-Villiers-tweetaktmotor met directe riemaandrijving vanaf de krukas en de weinig gebruikte 349cc-Villiers-viertaktmotor met chain-cum-belt drive. De zwaardere modellen hadden 6- en 8pk-JAP-motoren of 6pk-MAG-motoren, in het laatste geval met drie versnellingen. Hoewel vrijwel de hele Britse motorfietsindustrie tijdens de Eerste Wereldoorlog stilviel of werd ingeschakeld voor de oorlogsproductie, leverde JH in 1915 nog steeds modellen aan het publiek, voorzien van Villiers- en MAG-motorblokken. Het MAG-model had zelfs vier versnellingen. In 1916 kwamen ook de JAP-modellen weer in productie. In 1917 konden de klanten kiezen uit niet minder dan dertien modellen, hoewel het motorenaanbod beperkt was. De verschillen werden vooral gemaakt door de keuze uit het aantal versnellingen. Zo waren er vijf Villiers-modellen, vier JAP-modellen en vier MAG-modellen, waaronder een "Lady's"-model. Dit was het laatste jaar van de productie van James Howarth.